# Штильке, Василий Константинович
Васи́лий Константи́нович Шти́льке (2 августа 1850 — 15 апреля 1908) — русский общественный деятель конца XIX — начала XX веков, депутат III Государственной думы от Томской губернии.

## Биография

### Детство и юность
Василий Константинович Штильке родился 2 августа 1850 года в Барнауле, в семье окружного казначея. Дед Штильке, выходец из Германии поступил на русскую службу в 1773 году аптекарским учеником, работал в Санкт-Петербурге, на Нерчинских заводах, а с 1812 года в Барнауле. Отец Василия Константиновича дослужился до звания титулярного советника и казначея при окружном казначействе.
В 9 лет Штильке зачисляют в окружное училище, а в 1864 году, стараниями отца, был переведён во второй класс Томской гимназии. Там Василий дружил с крестьянскими детьми из самых бедных семей, что во многом повлияло на его дальнейшую жизнь. В 1870 году он оканчивает гимназию и собирается ехать в Санкт-Петербург для продолжения учёбы, но финансовые проблемы семьи, связанные со смертью отца, не позволяют это сделать. Штильке поступает учителем арифметики и географии в Томское духовное училище. За годы работы он знакомится со смотрителем училища Петром Ивановичем Макушиным, который до этого организовывал миссии в Горно-Алтайск (Улала), где создал училище-школу для девочек алтаек. Он хотел организовывать библиотеки, открывать школы и этими мыслями делился со Штильке.
В 1871 году Василий Константинович увольняется из училища, а через год по экзамену его принимают в число студентов Петербургской медико-хирургической академии. Там он часто участвует в студенческих сходках, народовольческих кружках. И в 1874 году Штильке отчисляют со второго курса «за неуплату» — как было сказано в личном деле, хотя в некоторых документах говорится о том, что он «был выслан по политическому делу в административном порядке».
Вскоре, в 1876 году Василий Штильке возвращается в Барнаул. Более двух лет он живёт во Власихе, где занимается своим огородом и бесплатно учит крестьянских детей грамоте. За это время Штильке добивается от жителей Власихи денег на строительство сельской школы. Но вскоре он возвращается в Барнаул и женится на дочери коллежского асессора Эмилии Раубе; молодожёны поселяются в просторном доме на улице Томской (ныне Короленко). Впоследствии этот дом стали называть «домом Штильке».
Василий Штильке становится домашним учителем, его учениками были сыновья городского головы В. А. Карпинского, врача Г. Д. Гопфенгауза, начальника Алтайского горного округа Н. И. Журина.

### Общественная деятельность
В 1883 году Штильке выступил на заседании Городской Думы с проектом Устава Общества попечения о начальном образовании. Основой устава и идеей было Общество, организованное его другом Петром Ивановичем Макушиным в Томске. Большинство купцов и чиновников согласилось с предложением, так как в городе существовала большая нужда в грамотных служащих. Проект был отослан в Санкт-Петербург для согласования и в 1884 году — утверждён. В этом же году было проведено организационное собрания Общества, в которое вошло 63 человека. Председателем совета Общества был избран начальник Алтайского горного округа Н. И. Журин, его заместителем и фактическим руководителем стал Василий Константинович Штильке.
Деятельность совета, в общем, была направлена на поддержание и развитие просветительских учреждений Барнаула. Необходимость создания подобного Общества в городе возникла вследствие недостаточного числа городских начальных школ. Так в 1885 году в Барнауле существовало только два учебных заведения народного образования: мужское двухклассное городское училище и женская начальная школа. Члены Общества должны были вносить не менее 1 рубля в год, а для привлечения богатых купцов было создано специальное звание — почётный член Общества, взнос для них равнялся 50 рублям.
К январю 1885 года в Обществе состояло 9 почётных и 286 действительных членов. В основном это были служащие Главного управления округа, учителя, врачи, купцы, священники. К концу года в Обществе накопилось 2267 рублей 48 копеек, и на эти средства 15 сентября 1885 года открывается Нагорная школа, помещение для которой предоставил один купец. Это была первая в городе бесплатная общая для девочек и мальчиков школа. За 3 дня работы в неё записалось 96 детей (хотя школа рассчитана на 50). Общество ходатайствовало в Городскую Думу об отводе участка для школы и средств на строительство, и в 1886 году школа была построена (Аванесова, 30). В 1891 году Нагорная школа стала самой крупной в городе — в ней училось 181 человек, хотя более половины детей Барнаула оставались за порогом школы.
14 ноября 1891 года Общество открывает младшее отделение Нагорной школы (1-й класс) для Зайчанской слободы. Василий Штильке бесплатно предоставил помещение в своём доме, где училось 39 мальчиков и 12 девочек. Только в 1896 году Общество смогло построить здание для Зайчанской школы. На строительство жертвовали: купец И. К. Платонов — кирпич, Городская Дума выделила 1500 рублей, а управление округа — 2500 брёвен. В итоге, в Зайчанской и Нагорной школах училось около 400 детей, это 1/3 от всех детей города. После открытия школ выяснилось, что половина учеников — из самых беднейших слоёв города, у них не было тёплой одежды, обуви. Совет Общества обратился к жителям Барнаула с просьбой пожертвовать на одежду и питание беднейшим ученикам. Многие купцы, промышленники и простые жители откликнулись на эту просьбу, в результате чего детям пошили тёплую одежду и стали обеспечивать горячими завтраками в школе.
В 1896 году на Всероссийской промышленно-художественной выставке в Нижнем Новгороде, Общество удостоилось диплома 2-й степени.
В 1900 году, на Всемирной выставке в Париже, деятельность Общество попечения о начальном образовании в Барнауле было признано как одно из лучших в Сибири и награждена серебряной медалью.
Василий Константинович Штильке также был озабочен проблемой нехватки книг не только для учеников, но и для взрослого населения, в Барнауле не было ни книжного магазина, ни библиотеки. 23 октября 1885 года при Нагорной школе открывается первая в городе народно-школьная библиотека, где насчитывалось около 500 томов, а Василий Штильке стал первым библиотекарем. В марте 1887 года он предложил открыть в Барнауле общественную публичную библиотеку. И 14 февраля 1887 года Томский губернатор дал разрешение на её открытие. С тех пор ведёт своё летоисчисление краевая библиотека имени Шишкова. Также вскоре, 31 декабря 1885 года, был открыт первый книжный магазин, который за 1885—1889 годы продал более 20 тысяч книг.
В 1890 году Штильке внёс предложение об организации народных чтений в Барнауле, и только через 9 лет в 1899 году последовало разрешение, но с жёсткими условиями: список лекторов утверждался губернатором, лекции могли проходить по темам, указанным в каталоге. Народные чтения начались 18 января 1900 года в специально построенном для этого Народном доме (ныне здание филармонии). Василий Штильке также организовал открытие воскресных школ для взрослого населения. В 1897 году — при Нагорной и Зайчанской школах. Число слушателей доходило до 400 человек, а их возраст до 55 лет.
Огромную эту работу он выполнял бесплатно, хотя у него было 6 детей, и жили они лишь на его зарплату преподавателя окружного училища, позже — производителя работ по землеустройству.

### Опала и конец жизни

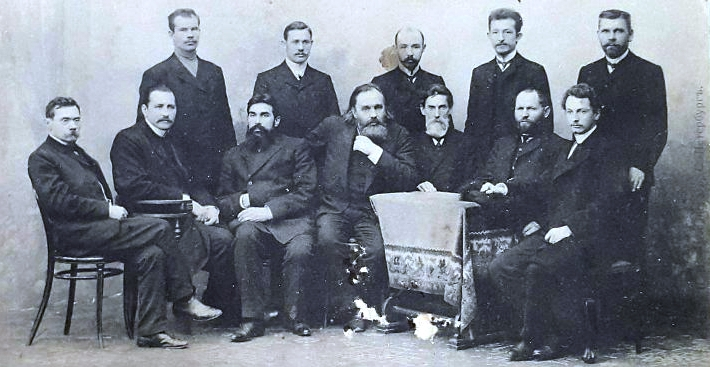
Сибирская группа членов III Государственной Думы. Стоят: А. Г. Мягкий (Томск.губ.), К. И. Молодцов (Тобольск.губ.), Н. К. Волков (Забайкальск.обл.), А. А. Войлошников (Забайкальск.обл.), А. И. Шило (Приморск. обл.); сидят: Н. Л. Скалозубов (Тобольск.губ.), Н. В. Некрасов (Томск.губ.), В. И. Дзюбинский (Тобольск.губ.), В. А. Караулов (Енисейск. губ.), В. К. Штильке (Томск.губ.), Н. А. Маньков (Амурск. и Уссу
рийск. каз. войска), Ф. Н. Чиликин (Амурск.обл.)

Восстановленная могила Штильке, Нагорный парк Барнаула

Штильке поддерживал близкие отношения со ссыльными, привлекал их для работы в Обществе, за что в жандармских документах характеризовался как «лицо самой сомнительной благонамеренности». С 1885 года и до конца жизни состоял под негласным наблюдением полиции.
23-24 октября 1905 года во время черносотенного погрома пострадал дом Штильке, особенно находившаяся в нём городская общественная библиотека. Сам он с помощью друзей успел уехать во Власиху, а оттуда — в Томск. Вернувшись 26 апреля 1906, получил предписание временного томского губернатора в 48 часов покинуть Барнаул «с воспрещением пребывания в пределах Сибири и Степного края на время продолжения военного положения…».
Штильке выехал в Петербург, где был прикомандирован к Кабинету Его Императорского Величества «для занятий по землеустроительным делам». Но петербургский климат, разлука с семьёй губительно сказались на его и без того слабом здоровье. 27 октября 1907 он был вынужден уволиться по болезни. Ему даже назначили пенсию, но дорога домой осталась закрытой. В это время начались выборы в третью Государственную думу. Жители Барнаула предложили Штильке баллотироваться в выборщики (выборы были многоступенчатыми). Старому больному просветителю давался шанс ещё раз послужить людям, родному городу, он согласился.
5 декабря в Томске, на собрании выборщиков, Штильке был заочно избран депутатом Государственной Думы от губернии, въезд в которую ему воспрещался. В сибирской фракции он возглавил комиссию по народному образованию, но сделать успел немного. С наступлением весны силы настолько оставили его, что Штильке решил вернуться в Барнаул. В вагон Штильке завели под руки. 15 апреля 1908 на станции Обь (ныне Новосибирск) родственники сняли его с поезда в безнадёжном состоянии, в тот же день он умер.
Василий Константинович Штильке был похоронен в Барнауле на Нагорном кладбище, рядом с Н. М. Ядринцевым. Могила его, уничтоженная, как и всё кладбище, в середине 1930-х, в настоящее время восстановлена.

## Память
- Именем Штильке названа улица в Барнауле[7].
- Открыт памятник в Нагорном парке[10].
- Планируется открыть музей имени Штильке в бывшей Зайчанской школе (ныне 13-я школа)[10].
- Администрация города учредила премии имени Василия Штильке, которые будут вручаться, главным образом, учителям[10].
- В 2021 году именем Штильке назван Барнаульский государственный педагогический колледж[11].